# Гаврилко, Анатолий Константинович
Анатолий Константинович Гаврилко (01.01.1920, Киев — ?) — советский военный инженер, лауреат Сталинской премии.
В 1938—1942 гг. учился на энергетическом факультете Киевского индустриального института. В апреле 1942 г. призван в РККА и направлен в Артиллерийскую академию Красной Армии им. Ф. Э. Дзержинского.
С 1943 г. старший техник военной приемки, с 1945 г. помощник военного представителя Управления заказов и производства вооружения наземной артиллерии Челябинского завода измерительных инструментов «Калибр».
С 1948 года участник советской ядерной программы. Служил на Семипалатинском ядерном полигоне: офицер отдела, старший офицер отдела, начальник отделения оптических измерений, начальник группы, с 1954 начальник отдела изучения светового излучения ядерного взрыва, с 1965 начальник управления полигона. Полковник (1960).
С 1966 член секции по оборонным проблемам Министерства обороны при Президиуме АН УССР (Киев).
В 1973 г. уволен с действительной военной службы по возрасту.
Лауреат Сталинской премии 2 степени (1951) за участие в разработке методов испытаний и проведении испытаний изделий РДС-2 и РДС-3.
Награждён орденами Трудового Красного Знамени (1951), Красного Знамени (1954) и медалями.